# Болотна лука

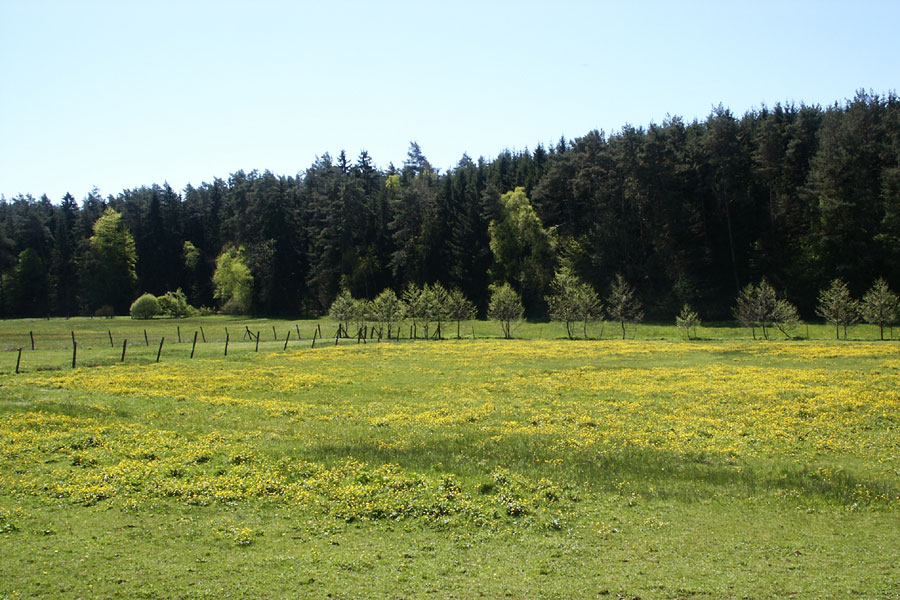
Болотна лука у Німеччині де росте Калюжниця болотна (Caltha palustris).

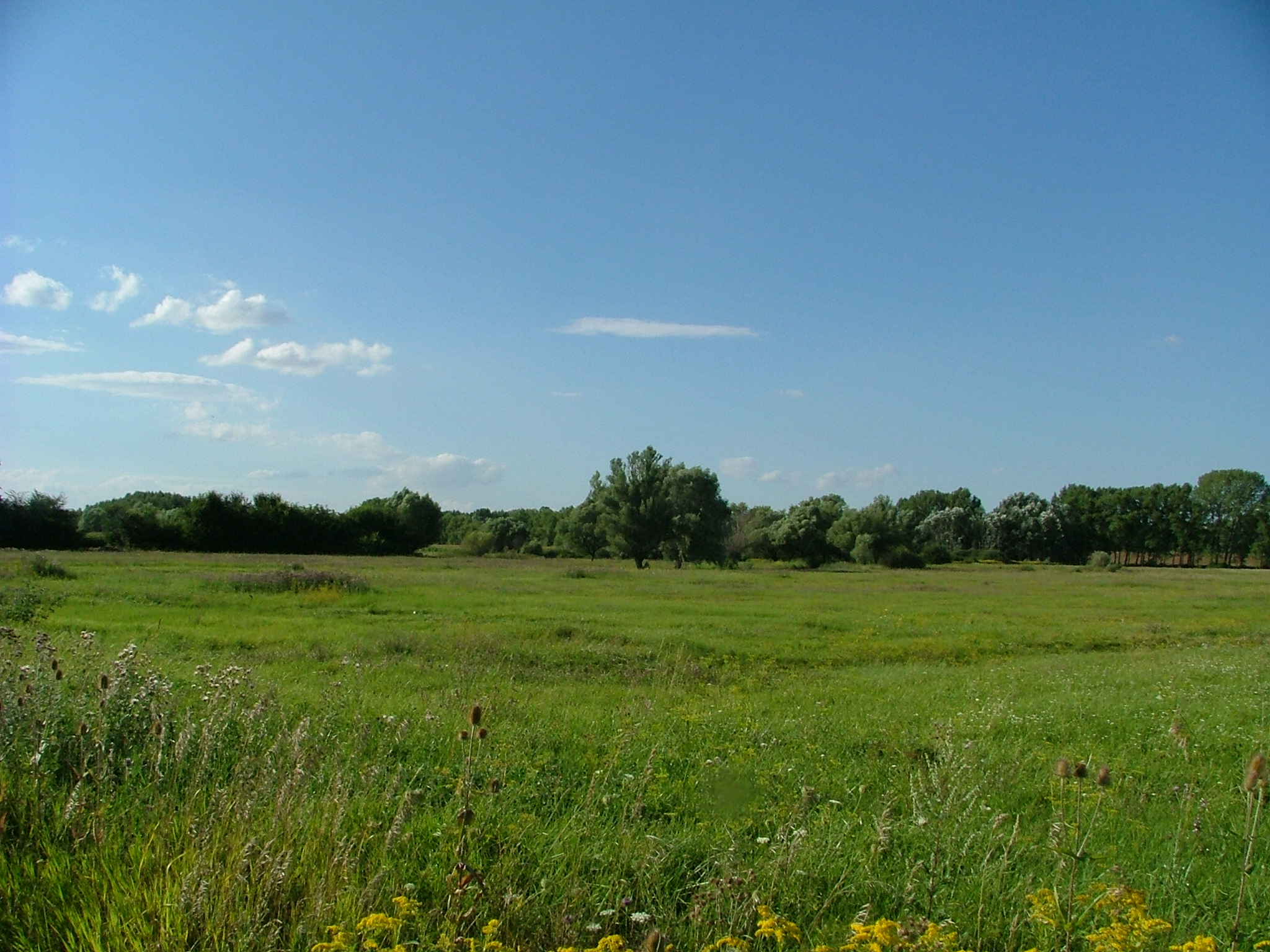
Болотна лука у Західній Угорщині

Боло́тна лу́ка — лука у напівзаболоченій місцевості, яка більшу частину року перебуває в умовах надмірного зволоження. Утворюються внаслідок поганого дренажу або через велику кількість атмосферних опадів. Утворюються також в узбережній зоні річок та інших водойм.

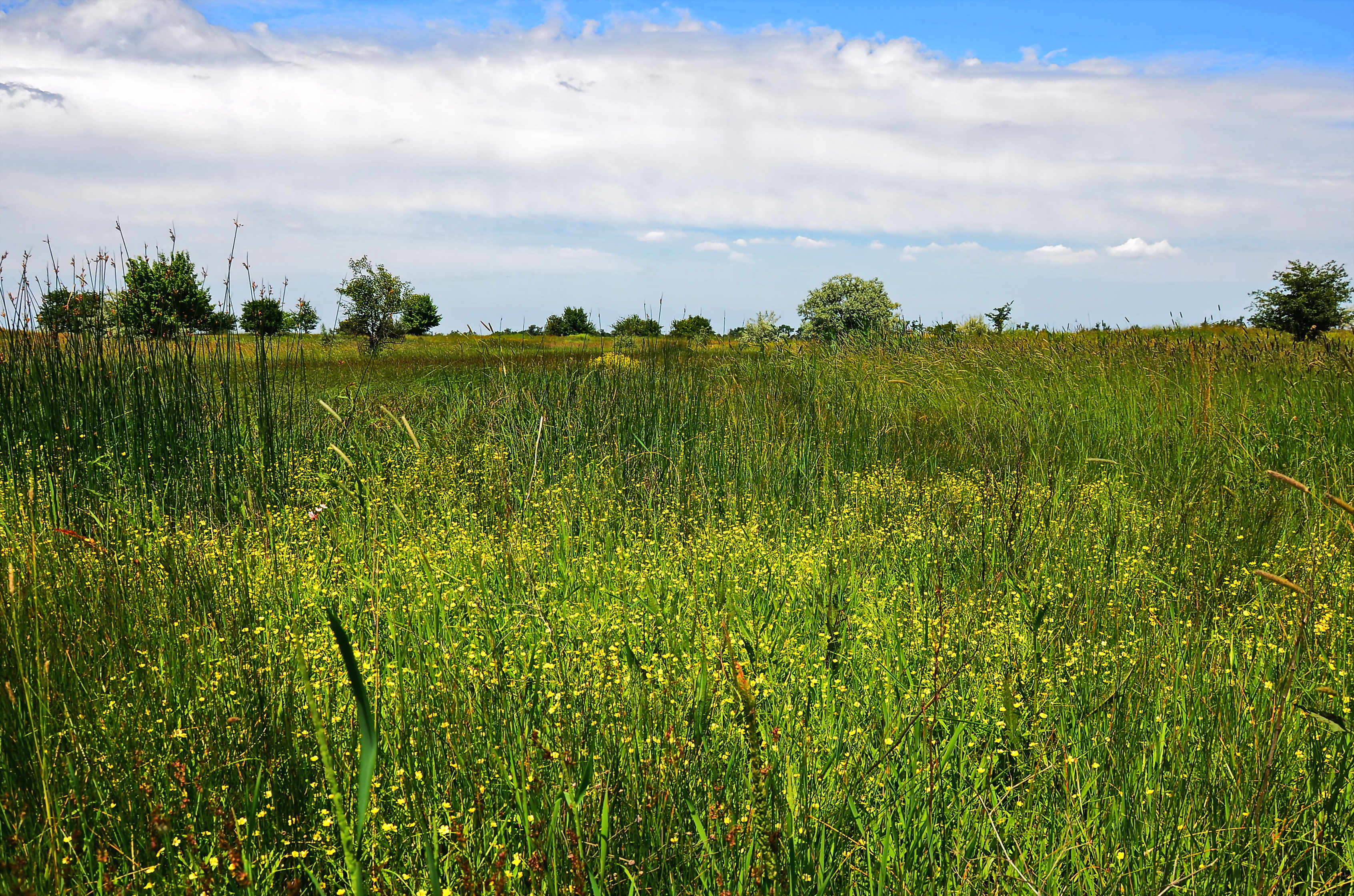
Боло́тні лу́ки України

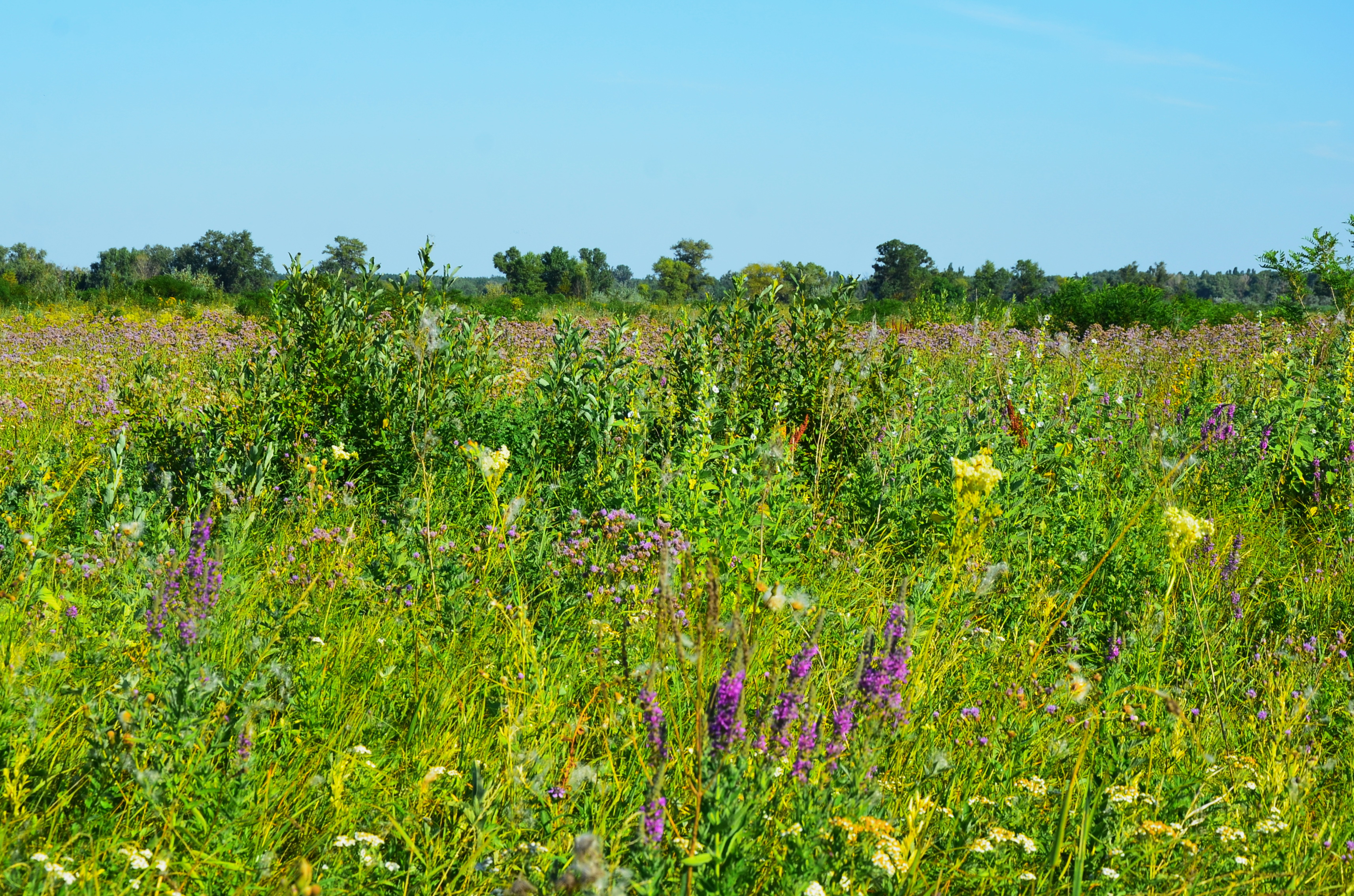
Боло́тна лу́ка жарким літом 2024 р. на березі р. Оріль поблизу с. Придніпрянського

На відміну від маршів або боліт болотна лука не має постійної стоячої води, за винятком короткого періоду під час щорічного паводку.  

## Фотогалерея

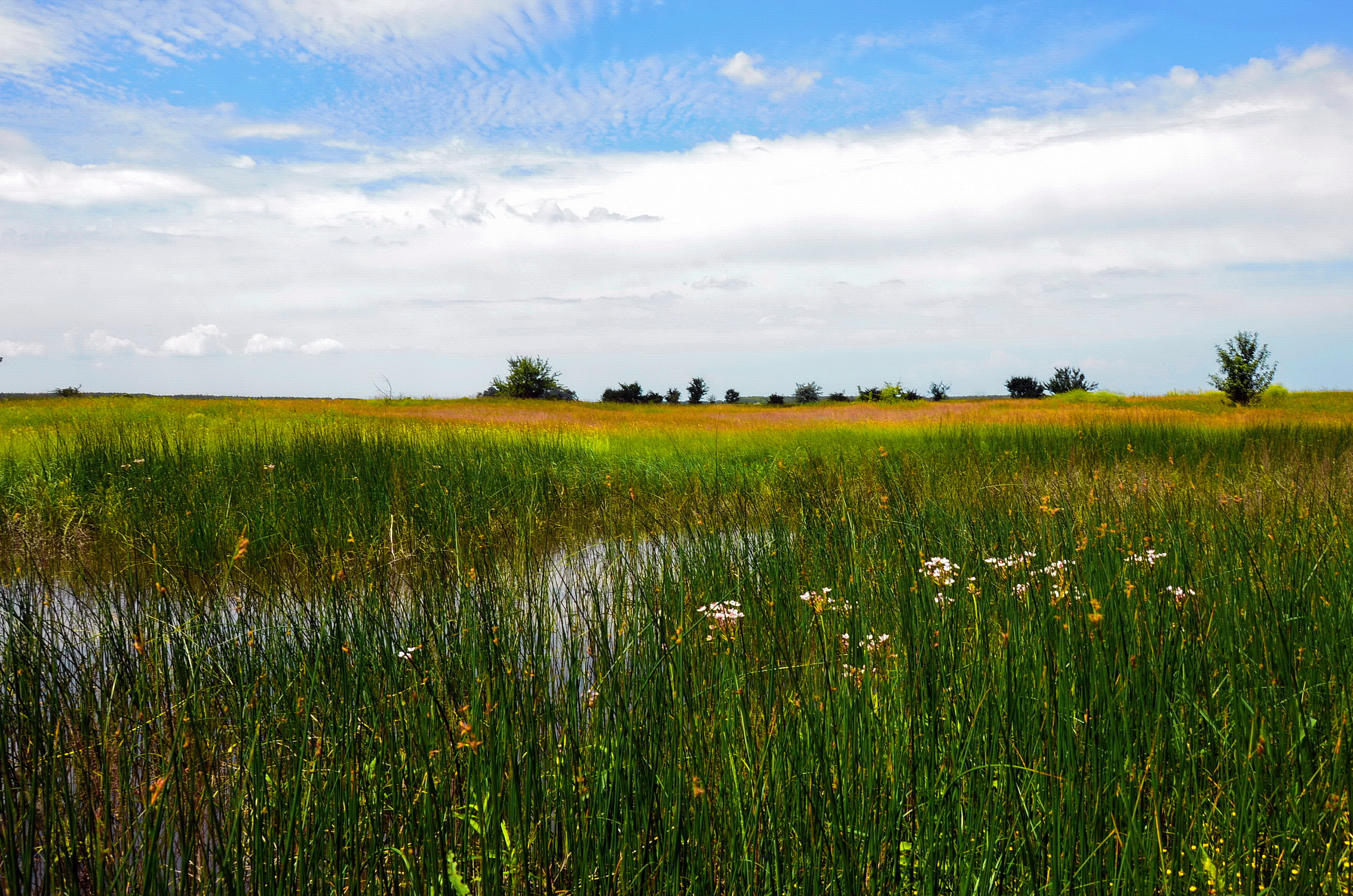
Боло́тні лу́ки Січеславщин
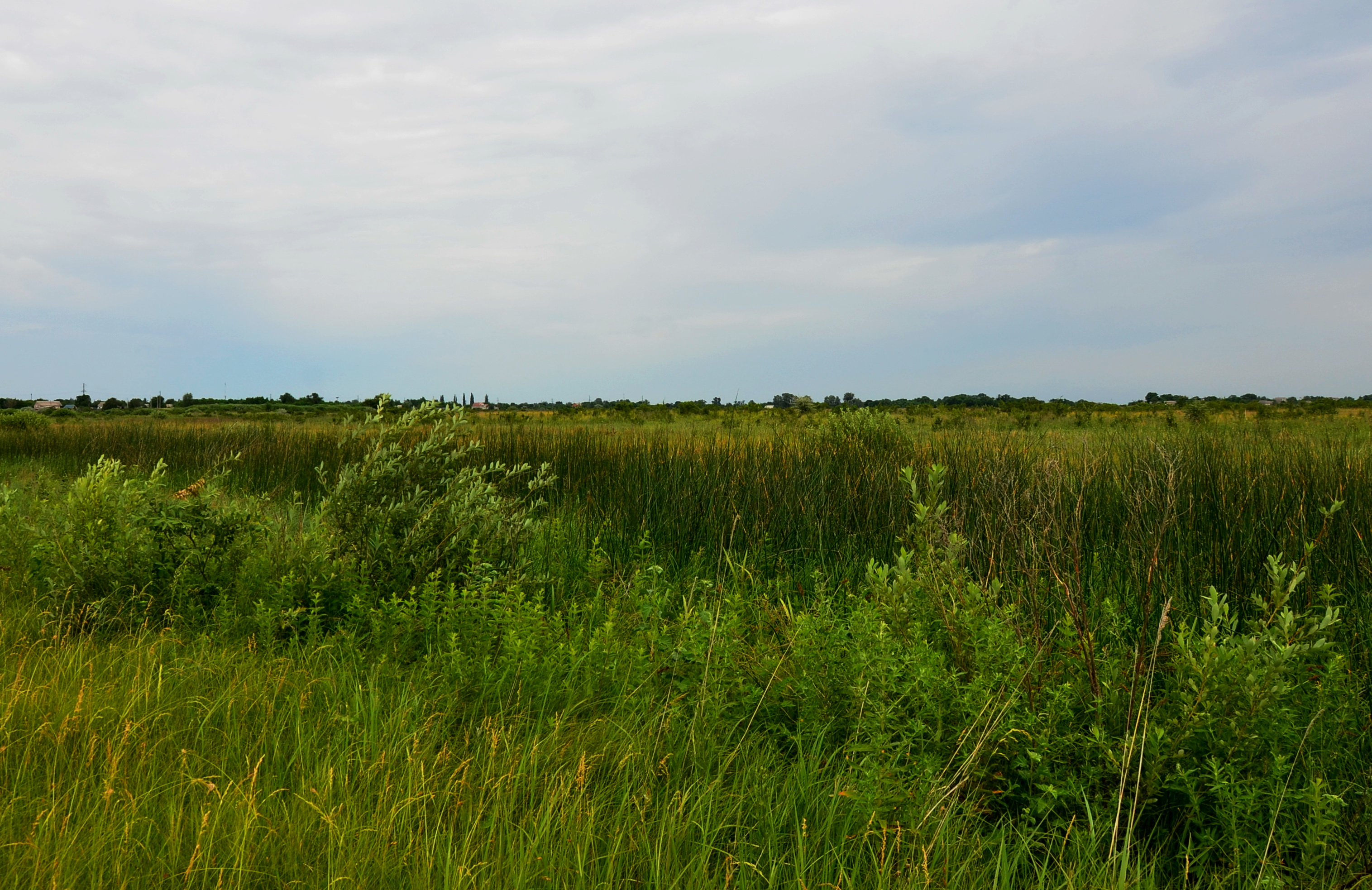
Боло́тна лу́ка Полтавщини
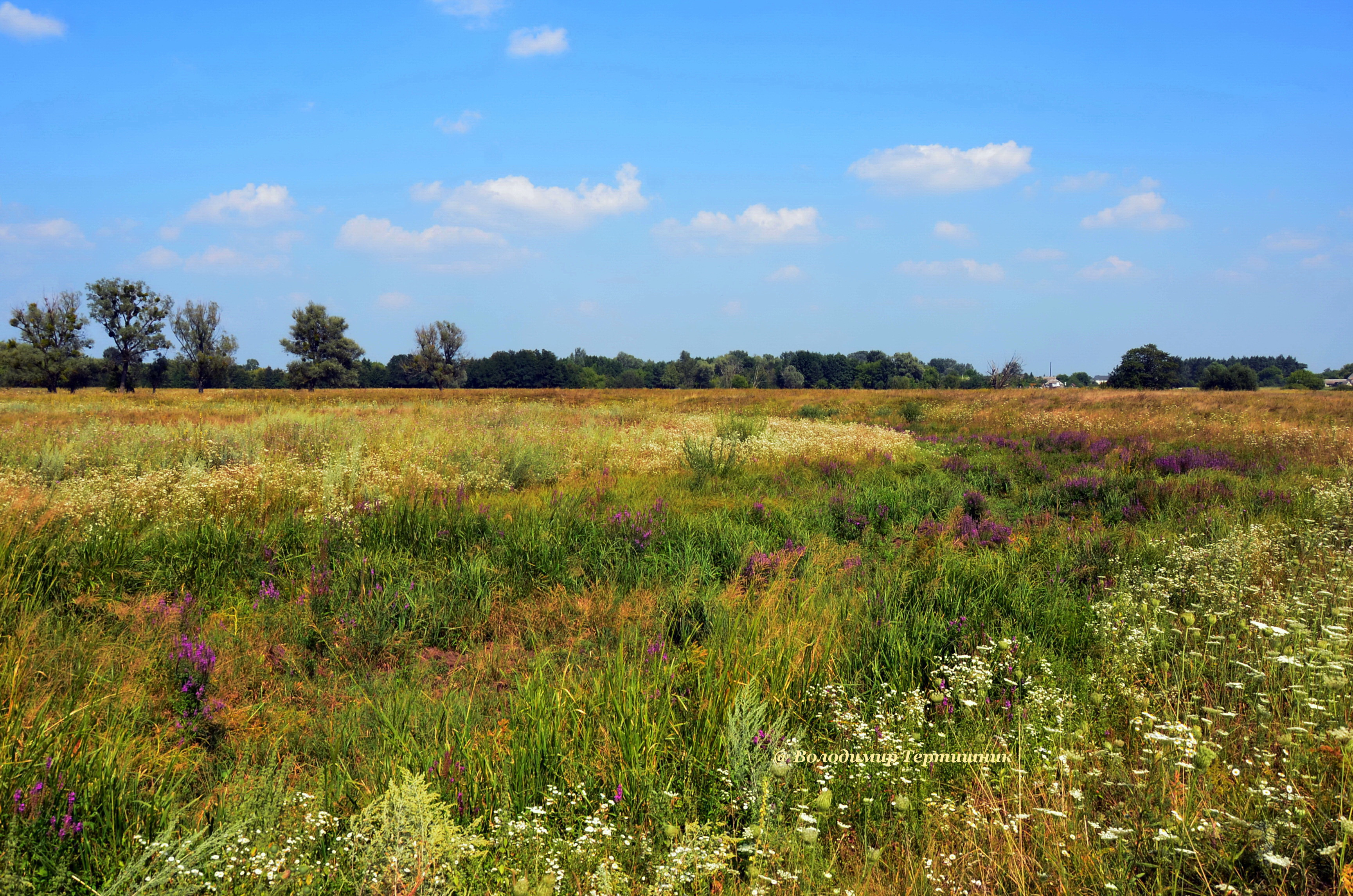
Боло́тна лу́ка Сумщини
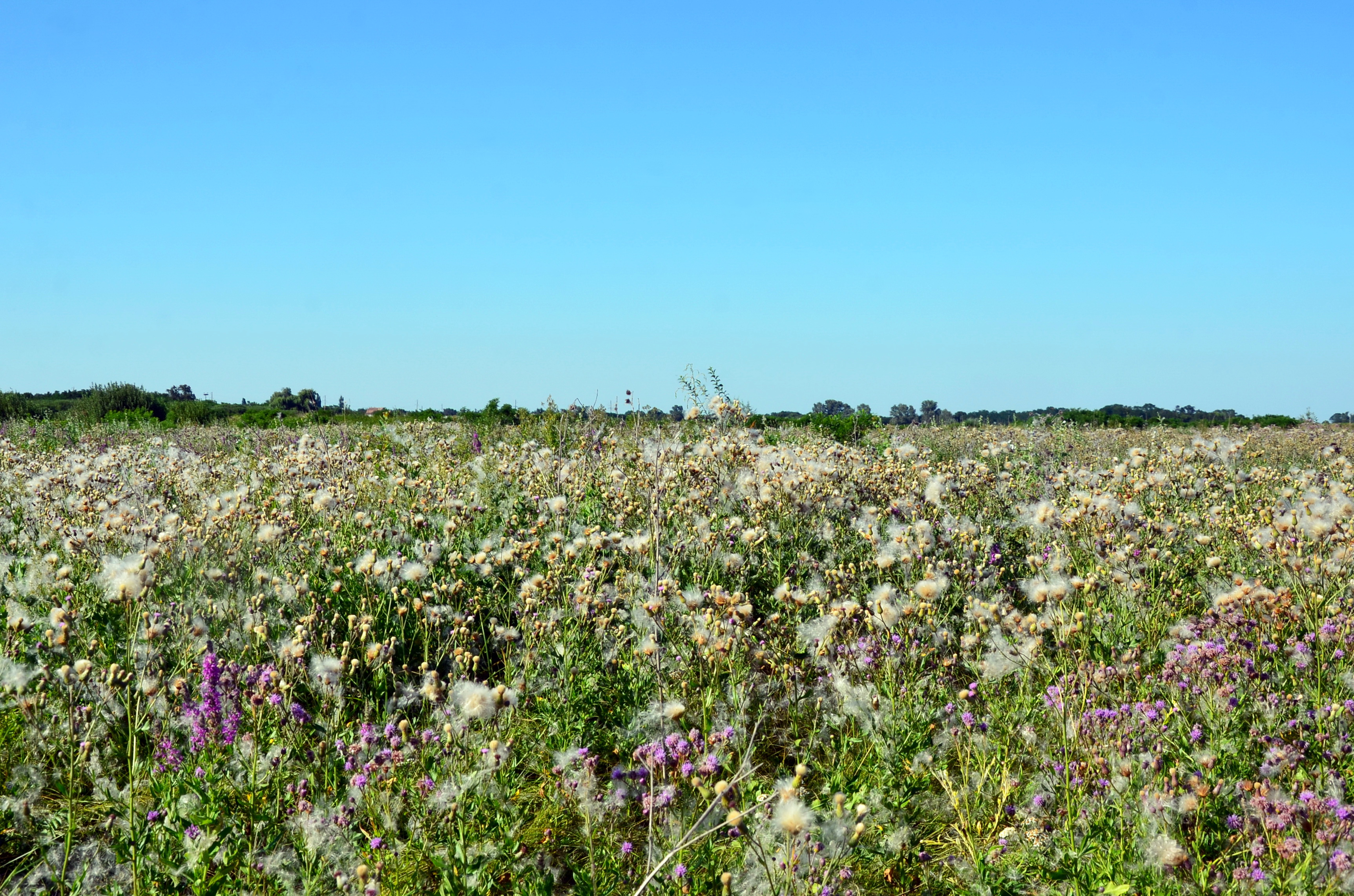
Боло́тна лу́ка на березі р. Оріль жарким літом 2024 р.